# Lockheed T2V SeaStar

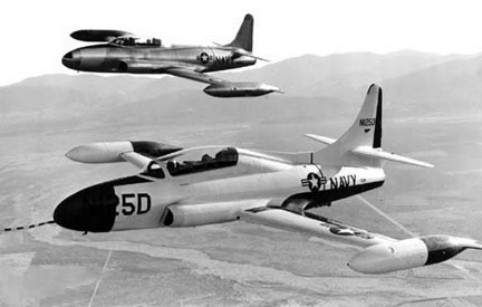
T2V-1 (T-1A) SeaStar
và 1 chiếc TV-2 (T-33B) Shooting Star năm 1954

Lockheed T2V SeaStar, sau gọi là T-1 SeaStar, là một loại máy bay huấn luyện phản lực của Hải quân Hoa Kỳ, được đưa vào trang bị từ tháng 5 năm 1957. Nó được phát triển từ loại Lockheed T-33 và lắp 1 động cơ Allison J33.

## Quốc gia sử dụng
Hoa Kỳ
- Hải quân Hoa Kỳ

## Tính năng kỹ chiến thuật (T2V-1)

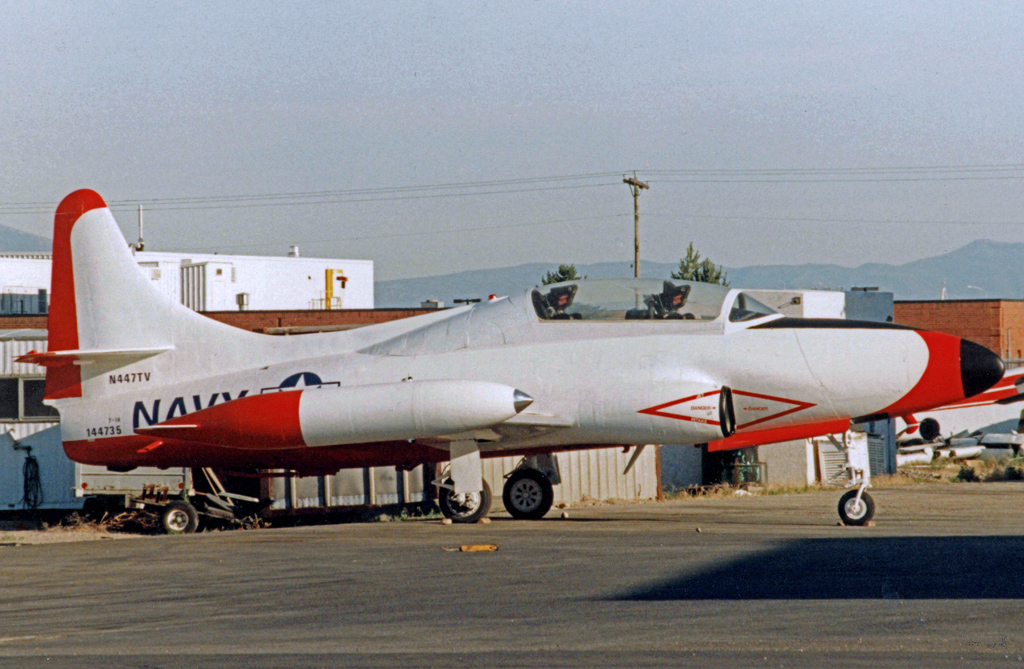
T-1 Seastar in airworthy condition at Salt Lake City Airport in 1994. Still operational in 2011.

Dữ liệu lấy từ Lockheed Aircraft since 1913
Đặc điểm tổng quát
- Tổ lái: Two (student & instructor)
- Chiều dài: 38 ft 6½ in (11.75 m)
- Sải cánh: 42 ft 10 in (13.06 m)
- Chiều cao: 13 ft 4 in (4.06 m)
- Diện tích cánh: 240 ft² (22.3 m²)
- Trọng lượng rỗng: 11,965 lb (5,427 kg)
- Trọng lượng có tải: 15,500 lb (7,031 kg)
- Trọng lượng cất cánh tối đa: 16,800 lb (7,636 kg)
- Động cơ: 1 × Allison J33-A-24/24A turbojet, 6,100 lbf (27.2 kN)

 Hiệu suất bay 
- Vận tốc cực đại: 504 knot (580 mph, 933 km/h) at 35,000 ft (10,670 m)
- Tầm bay: 843 nm (970 mi, 1,560 km)
- Trần bay: 40,000 ft (12,190 m)
- Vận tốc leo cao: 6,330 ft/phút (32 m/s)